# Toots Thielemans
Pour les articles homonymes, voir Thielemans.
Jean-Baptiste Frédéric Isidore, baron Thielemans dit Toots Thielemans, né le 29 avril 1922 à Bruxelles et mort le 22 août 2016 à Braine-l'Alleud, est un musicien belge de jazz, harmoniciste et guitariste, parfois même siffleur, à la carrière internationale. Il obtient la double nationalité américaine[réf. incomplète].

## Biographie
Ses parents tiennent un café au 241 de la rue Haute, au cœur du quartier populaire bruxellois des Marolles où joue régulièrement un accordéoniste que le très jeune Jean-Baptiste aime regarder jouer et écouter. Son père ayant remarqué son intérêt pour l'instrument, lui offre son premier instrument lorsqu'il a trois ans... Mais en carton.
Personne n'est musicien chez les Thielemans mais rapidement, il joue à la demande dans le bistrot familial des morceaux populaires de l'époque, beaucoup de musette, la Tonkinoise ou l'Internationale. Son père a des sympathies pour la gauche de Léon Blum. Voyant son talent et déjà le succès qu'il a auprès de la clientèle, ses parents l'encouragent et lui trouvent un professeur.
En 1929, la famille Thielemans quitte le quartier pour reprendre à Molenbeek, place communale, une mercerie, lingerie et vêtements de travail : « Au Palais du Cache-Poussière ». Jean-Baptiste va à l’école primaire rue de la Prospérité à Molenbeek, et effectue les secondaires à l’Athénée Royal de Koekelberg.
Dans les années 30, le jeune Jean-Baptiste découvre l'harmonica au cinéma dans un film avec James Cagney. Il achète alors son premier harmonica diatonique, un instrument qui va l’aider par son action « souffler-aspirer » afin de mieux contrôler l’asthme qui l’affectera toute sa vie.
Vers 1938, âgé de 16 ans, il découvre les étendues de jeu de l’harmonica en tentant de rejouer des musiques de film jouées par Ray Ventura, Larry Adler et Max Geldray . En 1939, il se décide à changer pour acheter son premier harmonica chromatique et s’inscrit en mathématiques à l’ULB (Université libre de Bruxelles). Il échoue cette première année à l’université, mais il a déjà d’autres plans de carrière.
Le déclenchement de la Seconde Guerre mondiale provoque la fermeture des universités et l’empêche de poursuivre ses études. Pendant l’Occupation, il se prend d'une forte passion pour le jazz et son jeu d’harmonica progresse vite, il joue ce qu’il écoute à la radio, et il découvre Louis Armstrong et Fats Waller sur un phono à remonter.
En 1941, Jean-Baptiste est malade et cloué au lit. Son copain Gilbert vient lui rendre visite avec une guitare. Jean-Baptiste veut l’essayer  et Gilbert décide alors d’un pari : « Si tu parviens à jouer ça, je te donne ma guitare! ». L’affaire est entendue. Après quelques minutes d’écoute d’un disque de Django Reinhardt, Jean-Baptiste, jeune accordéoniste-harmoniciste devient donc… guitariste en apprenant à en jouer à l’instinct et l’oreille. Une photographie atteste sa présence en 1942, lorsqu’avec les jeunes musiciens belges, il accueille Django Reinhardt qui devient son idole à la sortie de la Gare du Nord à Saint-Josse-ten-Noode.
Il se tourne alors vers la guitare qu’il travaille avec passion.
À la Libération, aguerri, il rejoint Le Jazz Hot, la formation d’Herman Sandy. Rapidement, il est considéré avec René Thomas, comme l’un des meilleurs guitaristes de Belgique.
Conscients de ses talents musicaux, Herman Sandy et Jacky Theunis estiment que « Jean-Baptiste, c’est pas assez « hip » », et qu’il devrait se choisir un prénom plus américain. « Et pourquoi pas « Toots » comme le trompettiste-compositeur-arrangeur Toots Camarata ou comme Toots Mondello, le saxophoniste de Lionel Hampton? » dont les journaux parlent à l’époque.
Après quelques instants de réflexions, Jean-Baptiste est convaincu : « Va pour Toots! ». Beaucoup plus swing que Jean-Baptiste, il ignorait alors que ce nouveau surnom va lui coller à la peau pour le reste de ses jours.

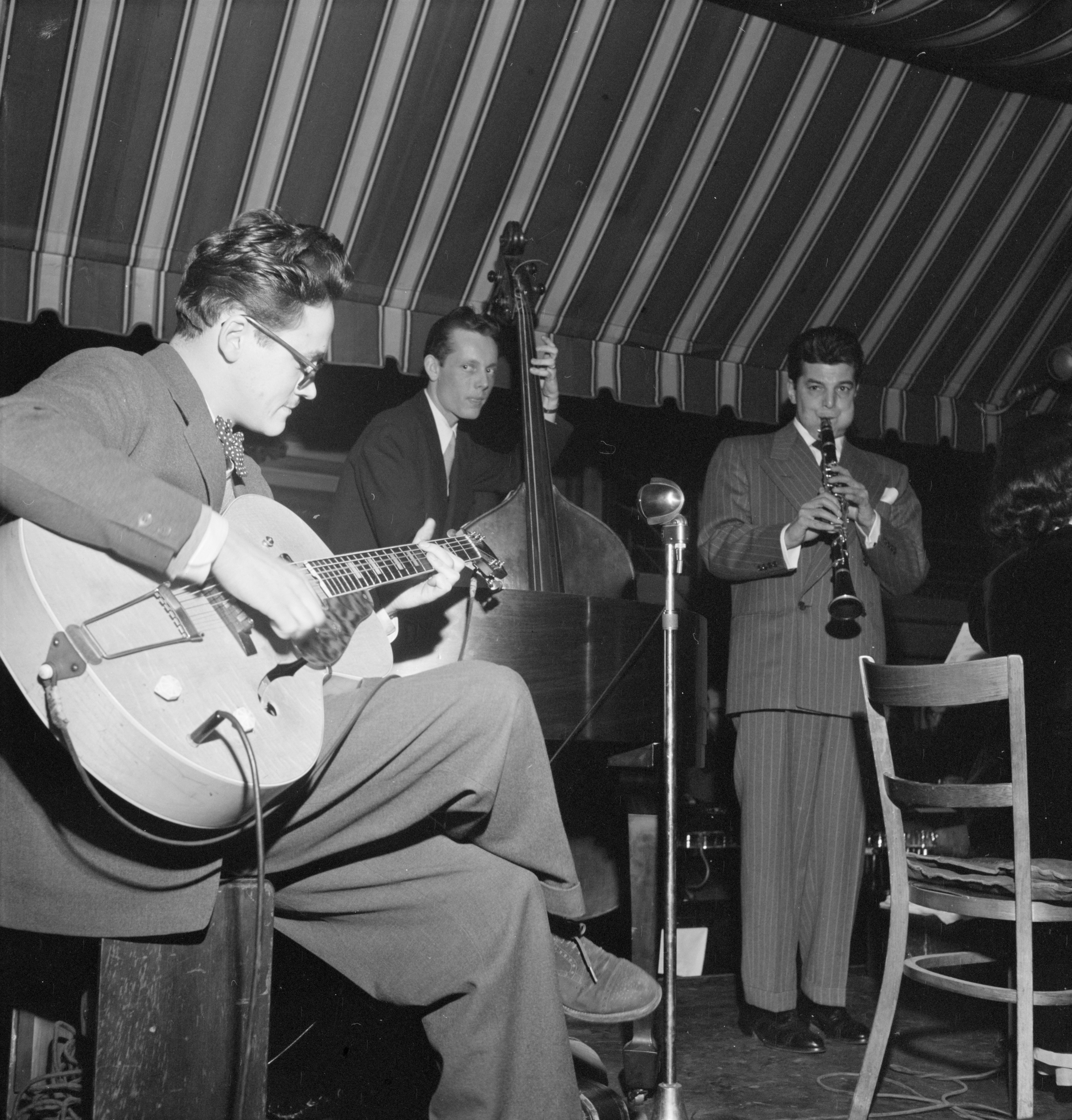
Toots Thielemans et le clarinettiste Joe Marsala en 1947 sur la terrasse de l’Hickory House, 144 West 52nd Street, à New-York.

Toots Thielemans intègre l’orchestre de Robert De Kers en 1946, puis il joue dans ceux d’Yvon Debie et Rudy Bruder. Toujours « bon guitariste », il est alors surtout considéré comme un phénomène de l’harmonica chromatique avec lequel il improvise dans l’esprit de Charlie Parker.
Durant la fin d’année 1947, il profite d’une occasion inespérée pour accompagner à New York son oncle qui s’y rend pour ses affaires : ce sera son premier voyage aux États-Unis où il rêve de faire carrière avec son nouveau prénom. Durant son séjour, Toots Thielemans fait le tour des clubs, jamme à l’harmonica dans la 52e Rue et rencontre Billy Taylor, Howard McGhee, Lennie Tristano et Hank Jones. On le retrouve aussi photographié par le journaliste photographe William P. Gottlieb, jouant de la guitare pour accompagner le clarinettiste Joe Marsala sur la terrasse de l’Hickory House, 144 West 52nd Street, à New-York.

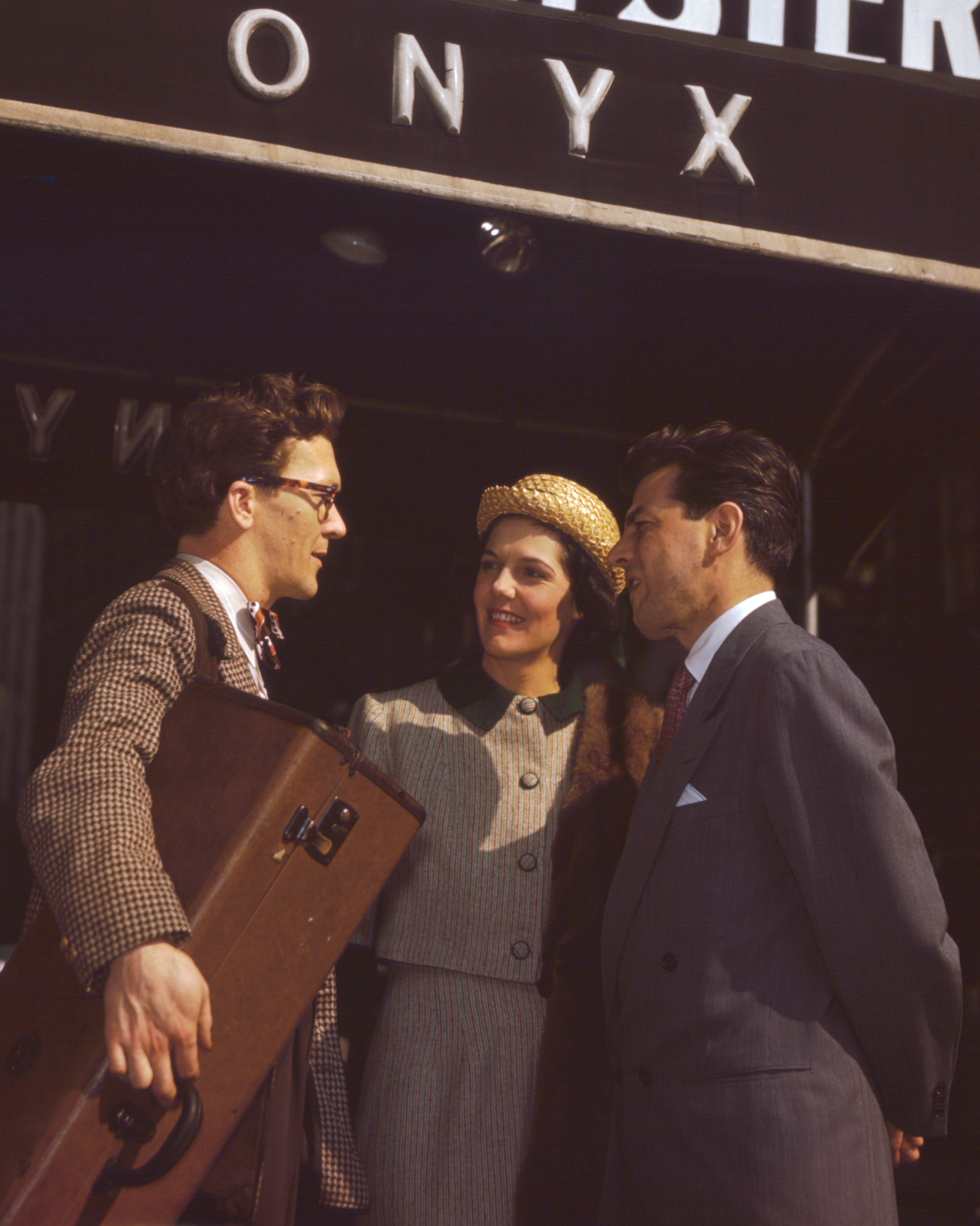
Toots Thielemans, le clarinettiste Joe Marsala et son épouse la harpiste Adele Girard au début de 1948 devant l' Onyx Club, 57, West 52nd Street à New York. Ce club de jazz réputé fermera hélas en 1949 pour devenir un club de striptease.

On le retrouve ensuite à Miami où Billy Shaw, l’impresario de Benny Goodman, le remarque alors qu’il joue sur la guitare de Chuck Wayne. Billy le recommande au clarinettiste, et ils lui proposeront quelques mois plus tard de les rejoindre à New York. Mais les demandes de visa et de carte verte sont longues et échouent souvent.
Sans possibilité de rester sur place, Toots rentre en Belgique et devra encore attendre quatre ans avant de pouvoir s’expatrier vraiment. Reconnu comme un des jazzmen belges des plus créatifs, il participe, à la guitare au festival de Nice en 1948, avec Jean Leclère (piano, vibraphone) et au Festival international de jazz à Paris All Stars à la Salle Pleyel début mai 1949. Des jam sessions  lui offrent la possibilité de rencontrer enfin son idole, Charlie Parker, mais aussi de côtoyer Sidney Bechet, et un certain Miles Davis dont c’est le premier voyage à l’étranger. Il retrouvera par la suite le Bird à l’occasion de son séjour en Suède de 1950 à 1952.
La guitare devient son meilleur ambassadeur à cette époque, mais Toots gardera toujours un accordéon et ne se séparera jamais de ses harmonicas. Ses collègues musiciens le chambrent lorsqu’il se met à jouer de l’harmonica : « C’est un jouet, jette ça! », disent-ils. Mais ils ont tort, car Toots a déjà trouvé le son qui le rendra immortel, avec ses longues notes essentielles, ses modulations, ses altérations et ses résonances.
Le 22 août 1949, il épouse Netty et part en Italie avec le saxophoniste Flavio Ambrosetti pour une tournée. Arrivé à Rome, il rencontre Benny Goodman, lequel se souvient d'avoir apprécié les enregistrements que Billy Shaw lui a fait écouter. Ils conviennent de se retrouver au Palladium de Londres pour la tournée européenne de Benny Goodman en 1950. Toots intègre à l’harmonica le sextet du clarinettiste qu’il accompagnera aussi au Danemark et en Suède.
Il reste quelque temps en Suède apprenant à parler suédois. Alors qu’il joue avec Reinhold Svensson (org) dans un hôtel de Stockholm, il voit entrer Charlie Parker, et il se met aussitôt à jouer note pour note le chorus de Lover Man enregistré par Bird. L’altiste, séduit déclare: « C’est le plus grand hommage qu’on puisse rendre à ma musique. ». Mais il ne sait pas encore qu’il va bientôt retrouver Parker à Philadelphie.
En 1951, il fait une tournée en Belgique avec le chanteur et guitariste Bobbejaan Schoepen.
En novembre 1951, il parvient à émigrer aux États-Unis comme employé de Sabena Airlines à New York où il travaillera durant six mois. En 1952, il finit par obtenir son précieux sésame : la carte verte. Toots Thielemans sera par la suite naturalisé américain.
Il participe à des sessions d’enregistrements avec Wardell Gray et Dinah Washington et il finit par retrouver le Charlie Parker All Stars à Philadelphie . Toots est ensuite engagé pour une très fructueuse collaboration au sein du George Shearing Quintet, principalement à la guitare, entre autres durant sept ans. Il se retrouvera toutefois à jouer de l’harmonica de temps à autre comme sur le titre Body and soul enregistré en 1953. L'utilisation par Thielemans de l'harmonica et plus précisément de la guitare Rickenbacker 325 à la fin des années 1950 convaincra un jeune John Lennon à utiliser les mêmes instruments,. Entre 1953 et 1955, le groupe enregistre quatre albums avec Cal Tjader au vibraphone, Al McKibbon à la contrebasse et Bill Clark à la batterie : When Lights Are Low, An Evening With The George Shearing Quintet, A Sharing Caravane et Shearing in Hifi (MGM Records). Fin 1959, parait Latin Affair (Capitol Records), un album qui marque la fin d’une fructueuse collaboration et un départ au sommet : presque 50 ans après sa publication, l’album est selon le critique musical Tom Moon l’un des 1000 disques à écouter avant de mourir. En 1960, sort enfin un live On the Sunny Side of the Strip chez Capitol toujours.
La riche production discographique du Georges Shearing Quintet avec Jean Thielemans entre 1953 et 1960 comprend ainsi quatorze albums studio, un Live et deux compilations (un pour MGM records, un pour Capitol records). À noter que comme souvent chez Capitol records à cette époque, les musiciens ne sont hélas pas crédités sur les pochettes originales des albums publiés.
Une compilation Just For You - Live In The 1950's de trois concerts live inédits est sortie en 2000 sur le label « Jazz Band Records », les enregistrements datent d’entre 1956 et 1958 et ont été effectués au Zardi's à Hollywood, au Basin Street Night Club et au The Roundtable de New York.

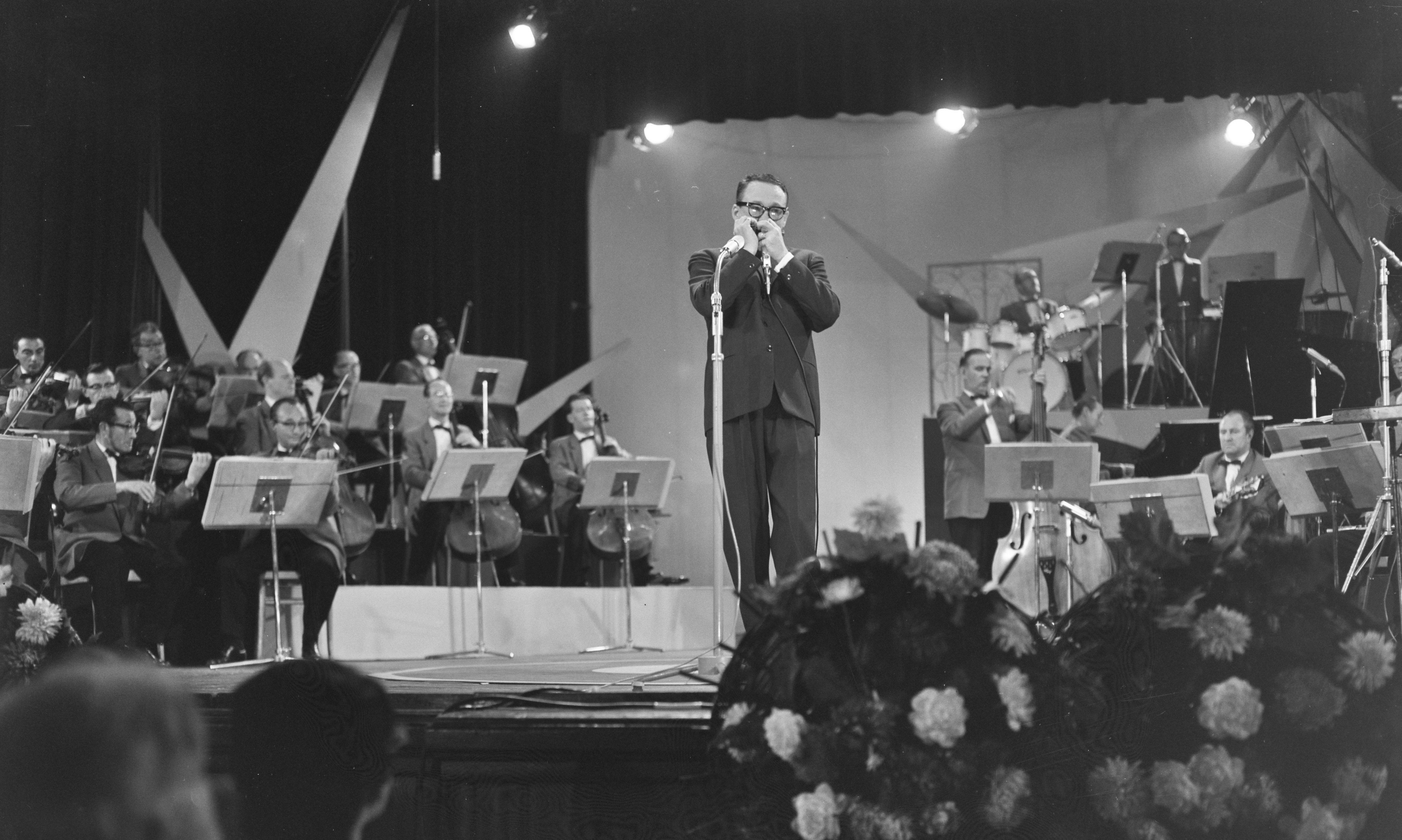
Toots Thielemans en 1961
au Grand Gala du disque (Pays-Bas).

On le retrouve ensuite dans la grande tournée des Birdland All Stars au sein desquels il est le seul musicien européen aux côtés de Count Basie (piano), Lester Young (ténor saxophone) et Billie Holiday (voix).
On le retrouve sur scène lors des tournées mondiales de Roy Eldridge et Zoot Sims, et il en profite pour faire quelques concerts en solo. Roy Elridge lui offre ses premières expériences avec Lena Horne et Chico Hamilton.
Il compose Bluesette fin 1962, composition qui deviendra un standard et lui vaudra une renommée internationale. Dans ce morceau, il développe un nouveau son en sifflant et jouant de la guitare en même temps.

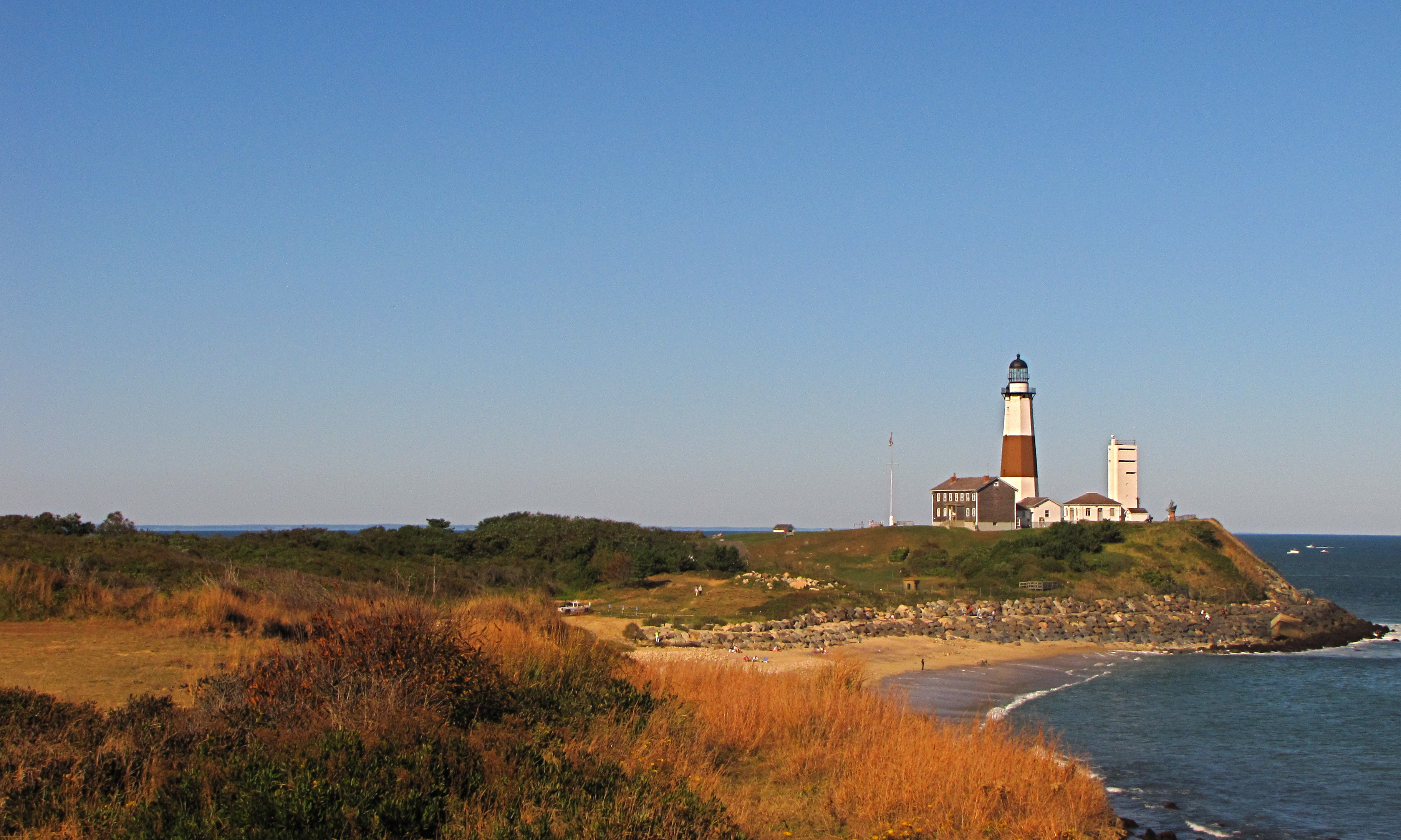
Montauk Point Light, premier phare dans l'État de New York

Durant les années 1960, Toots rencontrera aussi Quincy Jones, qui composera quelque vingt-et-une musiques de film durant cette décennie : une longue amitié et complicité professionnelle jamais démentie se noue entre eux. Cette rencontre importante lui permettra de pénétrer au sein de l'industrie musicale du cinéma américain.
Avec les droits d’auteur, Toots gagne assez d’argent pour s’acheter une Cadillac rouge, un appartement  à Manhattan dans la 68e Rue et une jolie villa au bord de l’eau à Montauk, un village de pêcheurs au bout de Long Island : ce bord d’océan qui deviendra sa résidence principale à cette époque. À partir de 1970, il fera de fréquents allers-retours sur la terre de ses origines. La Belgique le redécouvre grâce aux concerts que le contrebassiste Roger Vanhaverbeke lui procure. Cela lui vaut des engagements aux Pays-Bas, en Suède ou encore en Allemagne avec le Big Band de Kurt Edelhagen.

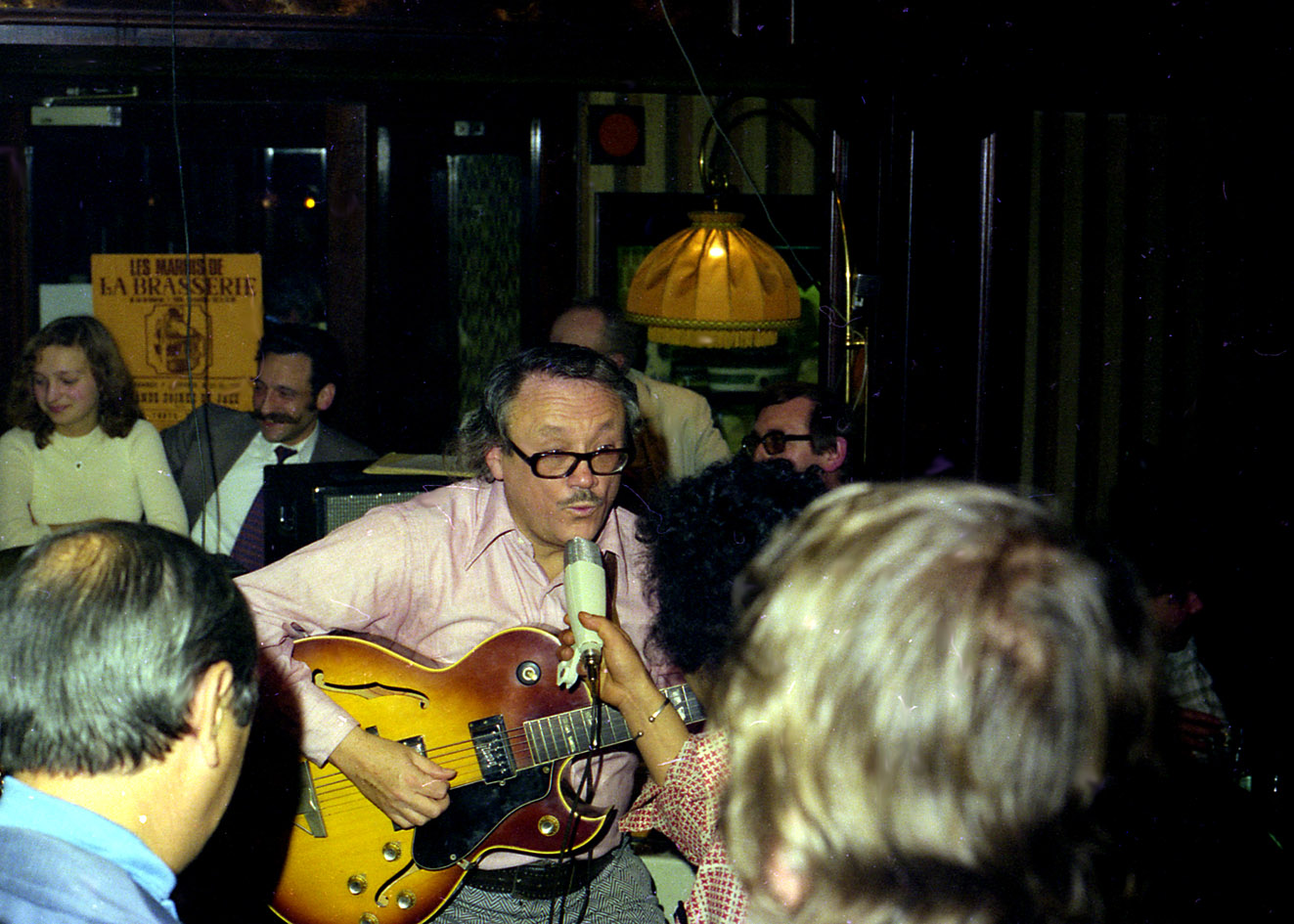
Toots Thielemans à La Brasserie de Bruxelles (1975).

Selon le magazine de jazz Jazz Hot, si on devait extraire les perles de son abondante production discographique, on retiendrait :
- The Sound , album qu’il grave en 1955 avec Ray Bryant et Oscar Pettiford (noté 4 étoiles par Down Beat),
- Man Bites Harmonica, album  avec Kenny Drew, Pepper Adams, Wilbur Ware et Art Taylor;
- sa rencontre avec Elis Regina (1972), Brazil Project (1991),
- mais surtout l’album Affinity qu’il grave en compagnie de Bill Evans au piano en 1978.

En 1981, il est soudainement victime d’une attaque cardiaque qui le prive de la dextérité de sa main gauche. Mais Toots ne renonce pas pour autant à sa carrière d’harmoniciste, et continue de sillonner le monde pour donner près de 200 concerts par an.
Dans les années 1980, il étend encore son répertoire et collabore à de nombreux albums de jazz avec Jaco Pastorius et Peter Erskine, de rock avec Billy Joel ou encore de pop avec Julian Lennon.

Le nom de Toots Thielemans est aussi crédité parmi les musiciens de Frank Sinatra en 1984 sur l’album L.A. is my lady, notamment sur le titre Mack The Knife. Il expliquera plus tard : 

« Mais je n’y ai fait que de toutes petites choses. Le disque était produit par mon ami Quincy Jones. Au départ, j’avais été pressenti pour tout un album avec Sinatra. Je m’étais préparé. Mais à la dernière minute, tout a été décommandé. J’ai appris par la suite que Sinatra n’avait pas aimé ce que j’avais fait. Ça arrive ! Et je peux le comprendre. Mais j’en avais été tellement déçu que j’en ai fait un zona. De n’avoir eu l’occasion de jouer avec Sinatra aura été un des grands regrets de ma vie. »

Veuf et remarié à Huguette à qui il a dédié le titre For My Lady, en plus de son domicile new-yorkais, il s’établit définitivement à La Hulpe, dans la banlieue de Bruxelles, en 1991.
En 1998, il participe au single Le Bal des gueux d'Alec Mansion au profit de l’Opération Thermos, qui distribue des repas pour les sans-abris, dans les gares. Cette chanson est interprétée par trente-huit artistes et personnalités dont Toots Thielemans, Stéphane Steeman, Marylène, Armelle, Jacques Bredael, Lou, Alec Mansion, Muriel Dacq, les frères Taloche, Morgane, Nathalie Pâque, Frédéric Etherlinck, Richard Ruben, Christian Vidal, Marc Herman, Jeff Bodart, Jean-Luc Fonck, Benny B et Daddy K.
Soliste reconnu à l'harmonica, ses prestations musicales enjouées sont enregistrés pour des musiques de film comme Midnight Cowboy, The Getaway, Sugarland Express, Cinderella Liberty, Turks Fruit, Jean de Florette entre autres, et a également joué pour l’émission de télévision 1, rue Sésame.
Joueur de jazz avant tout, il devient la référence incontestable de l’harmonica, on lui doit des interprétations d’œuvres de Henry Mancini, du Tin Pan Alley (époque Al Jolson-Buddy DeSylva), de Hoagy Carmichael, et on le retrouve sur les albums de Charlie Haden, Ella Fitzgerald, David Sanborn, Quincy Jones, Bill Evans, Natalie Cole, Pat Metheny, Paul Simon, Oscar Peterson, Nick Cave, Frank Sinatra, Ray Charles, Larry Schneider, Alain Soler, entre autres.

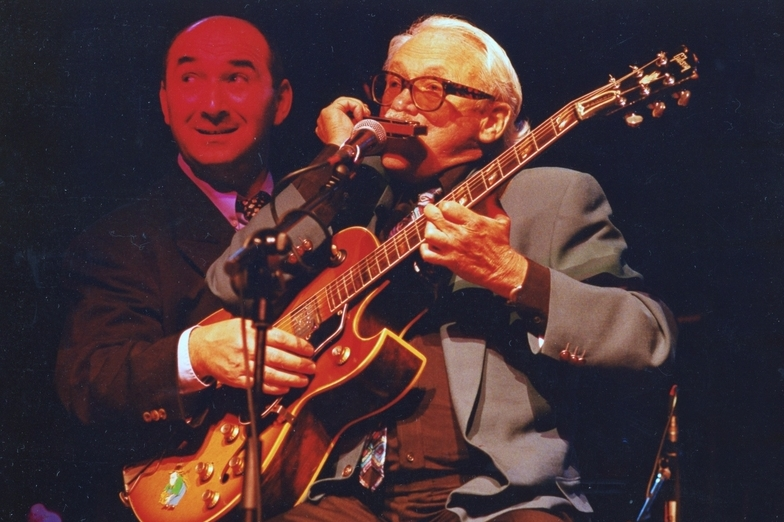
Toots Thielemans en 1994 en concert à Rotterdam, (Pays-Bas).

Toutes ces collaborations lui valent d’ailleurs être le vainqueur récurrent pendant cinq décennies de la catégorie « Instruments divers » pour le magazine américain de jazz Down Beat.
En 2002, le roi Albert II lui a conféré le titre de baron. Il fut nommé pour le titre De Grootste Belg (« le plus grand Belge ») en 2005 et finira vingtième dans la version flamande et quarante-quatrième dans la version francophone. Le 23 janvier 2010, il rejoint Philip Catherine sur scène dans l'église de Liberchies en Belgique à l'occasion du concert du centième anniversaire de la naissance de Django Reinhardt dans cette même commune.
Le 12 mars 2014, il annonce mettre un terme à sa carrière musicale. Toots Thielemans meurt de mort naturelle après une chute, le 22 août 2016. Il est enterré le 27 août 2016 à La Hulpe, sa ville de résidence dont il était citoyen d'honneur depuis 1993. Le 30 janvier 2017, une pièce commémorative est frappée en son honneur. Toujours à La Hulpe, on trouve deux sculptures : sur la première, située entre la maison communale et le petit musée, il est assis sur un banc ; la seconde est son buste situé dans le hameau de Gaillemarde où il habitait.

## Le Fonds Toots Thielemans
Depuis décembre 2016, la section de la Musique de la Bibliothèque royale de Belgique conserve le fonds Toots Thielemans qui rassemble des centaines d’enregistrements sonores (disques 78 tours, vinyles, CD) et des milliers de documents, tels que des photographies, des coupures de presse, des partitions, des lettres et des programmes de concerts et la caricature du musicien par Royer.

## Récompenses

### Titres d’honneur
- Commandeur de l'ordre de Léopold (Belgique, 1997)
- Chevalier de l'ordre des Arts et des Lettres (France)
- Commandeur de l'ordre de Rio Branco (Brésil, 2006)
- Commandeur de l'ordre de Léopold II (Belgique)
- Fait Baron Thielemans: 2001[2]
- Docteur honoris causa de l'ULB[2] et conjointement de la VUB en 2001[21].

### Prix
- Nomination aux Grammy Awards pour le meilleur thème instrumental Bluesette: 1964[22]
- DownBeat gagnant instruments divers (harmonica): 1978->1996, 1999->2008, 2011, 2012
- Nomination aux Grammy Awards pour le meilleur album de grand ensemble de jazz Affinity: 1980[23]
- Nomination aux Grammy Awards pour le meilleur solo instrumental de jazz Bluesette : 1992
- Zamu Music Lifetime Achievement Award: 1994
- North Sea Jazz Bird award: 1995[24]
- Grammy Award du Best Engineered Album, Non-Classical Q's Jook Joint : 1997
- Edison Jazz Career prix: 2001[25]
- German Jazz Trophy: 2004[26]
- Album de l’année pour One more for the road aux Octaves de la musique en 2006[27].
- Zinneke de Bronze: 2006[28]
- National Endowment for the Arts - NEA Jazz Master : nomination et récompensé en qualité de Jazz Master en 2009[29] (N.B. : la plus prestigieuse récompense de la nation américaine en matière de jazz).
- Klara Prix de la carrière : 2007[30]
- Concertgebouw Jazz Award: 2009[31]
- Premio Donostiako Festival de jazz de Saint-Sébastien 2011[32]
- Octave d'honneur en 2011.
- Membre d'honneur de l'Union des artistes du spectacle 2011[33]
- Académie Charles-Cros prix français 2012[34]
- Music Industry Lifetime Achievement Award 2017[35]
- IFMA prix Meilleur album de compilation de musique de film (nomination) 2017[36]